# Municipio 3 (Mailand)

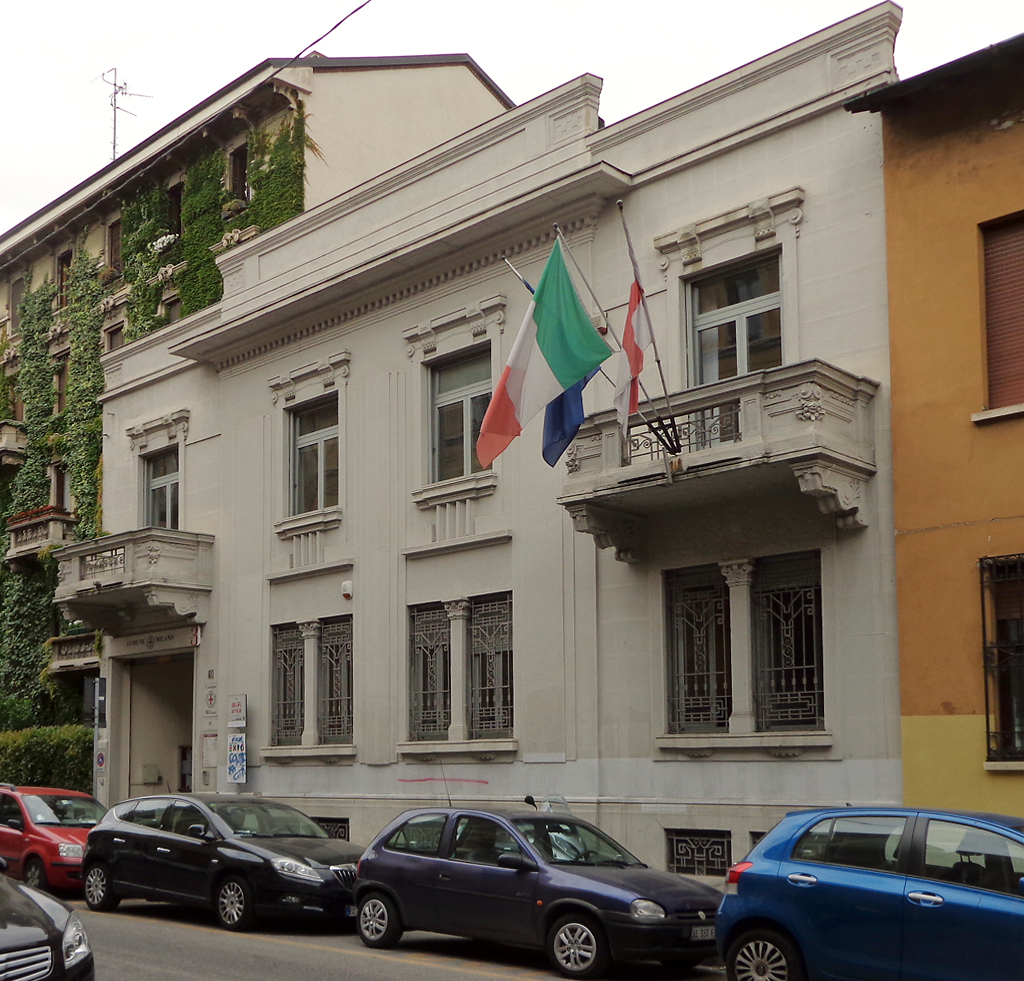
Der Verwaltungssitz des Municipios

Der Municipio 3 (etwa: „3. Stadtbezirk“) ist einer der 9 Stadtbezirke der norditalienischen Großstadt Mailand.
Zum Municipio gehören unter anderem die Stadtteile Casoretto, Cimiano, Città Studi, Feltre, Lambrate, Ortica, Porta Venezia und Rottole.